# 格林伍德萊克 (紐約州)
格林伍德萊克（英語：Greenwood Lake）是位於美國紐約州奧蘭治縣的村。

## 人口
根據2020年美國人口普查的數據，格林伍德萊克的面積為6.34平方千米，當中陸地面積為5.24平方千米，而水域面積為1.09平方千米。當地共有人口2994人，而人口密度為每平方千米472人。